# ポール・ブレマー
ルイス・ポール・ブレマー3世（英語: Lewis Paul Bremer III, 1941年9月30日 - ）は、アメリカ合衆国の外交官。

## 経歴
イェール大学卒業後の1966年に、国務省入省。1981年に国務長官特別補佐官、1983年に駐オランダ大使、1986年から1989年まで国務省テロ対策調整官を務めた。2001年、911テロ事件直後にコンサルティング会社を相次いで設立。最高経営責任者・CEOとなる。Crisis Consulting Practice of Marsh　と Marsh & McLennan Companies (MMC)である。
2003年5月、イラク戦争後のイラクを事実上管理するべくアメリカ国防総省（ドナルド・ラムズフェルド長官）の傘下に設置された連合国暫定当局（CPA）の代表にブッシュ大統領に指名され就任。これは第二次世界大戦後の日本で連合国軍最高司令官だったダグラス・マッカーサー以来のアメリカが外国で持つポストと評されていた。しかし、ブレマー自身はドイツのバイゾーン管理者だったルシアス・クレイ（Lucius D. Clay）と比較している。
政治的にはブッシュ・ドクトリン、学説的にはシカゴ学派の祖、ミルトン・フリードマンの新自由主義に立脚し、極端な民営化政策を実行。200社以上のイラク国営企業を即座に民営化。同時に貿易を自由化し、外資の導入を一挙に招き寄せた。その結果、西側ビジネス処女地帯に進出したマクドナルド、エネルギー会社、商社などが巨万の利益を得るが、警察、司法、行政機能までを骨抜きにしてしまいイラク国内の治安は大混乱に陥る。当初はおとなしくCPA、米軍の統治を静観していたイラク国民だったが、アメリカが何も現地の実情を踏まえた占領政策を持っていなかったことに対して徐々に不信と憎悪を増していった。これがイスラム原理主義や民兵組織の台頭を招く原因となった。CPAは3か月経たずにイラク国民からの反乱を受け始め徐々に収拾がつかなくなっていった。
また、それまではサダム・フセインの強権統治によって抑えられていたスンニ派、シーア派間の激しい宗派対立が燃え上がり、半年も経たずに内戦状態に移りつつあった。これによって空爆で破壊されたイラク国内のインフラ破壊がさらに進み、駐留米軍兵士の犠牲者も増え始め、何らの策も持ち合わせなかったCPAはパニックに陥った。その後も何ら有効な手を打つことができず、イラク国内の内戦と混乱は悪化の一途をたどった。
こうした失敗は、イラクの復興や治安維持を放置したまま、もっぱら経済対策（「戦争と再建の民営化モデル」）に傾斜した政策をとったことに起因しており、占領統治を壊滅させた原因であるとカナダ人ジャーナリストのナオミ・クライン（Naomi Klein）から「ショック・ドクトリン」において強烈に批判される。
2004年6月28日のCPA当局の解散とともに帰国した。